# دهستان حومه (دیواندره)
دهستان حومه نام دهستانی در بخش مرکزی شهرستان دیواندره، استان کردستان در ایران است. براساس سرشماری مرکز آمار ایران در سال ۱۳۸۵، جمعیت آن ۷۸۵۶ نفر (۱۶۲۴ خانوار) بوده‌است.